# ヌード
ヌード（英: Nude）は、人間の裸を意味する英単語である。

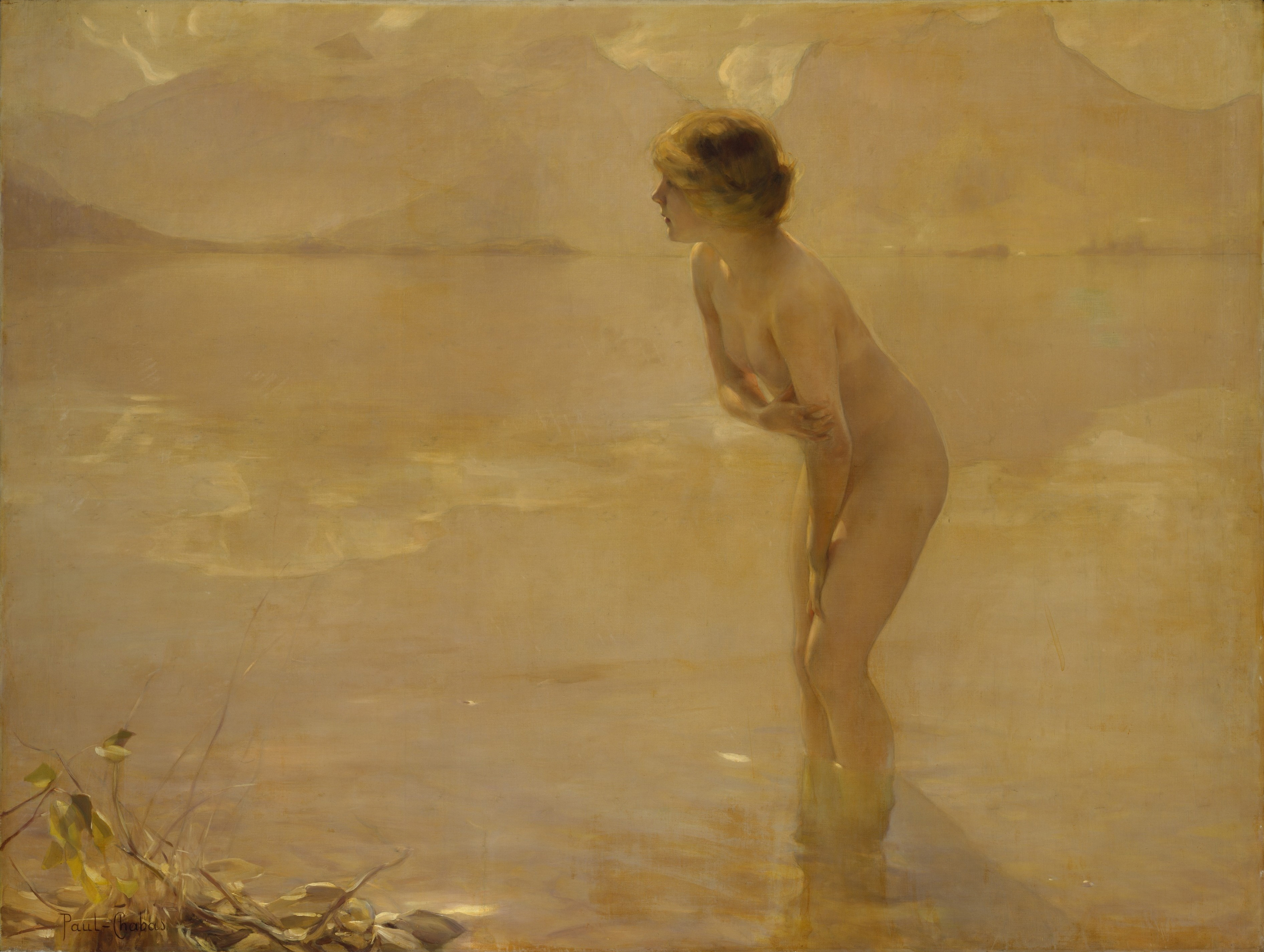
9月の朝（1912年頃）

## 概要

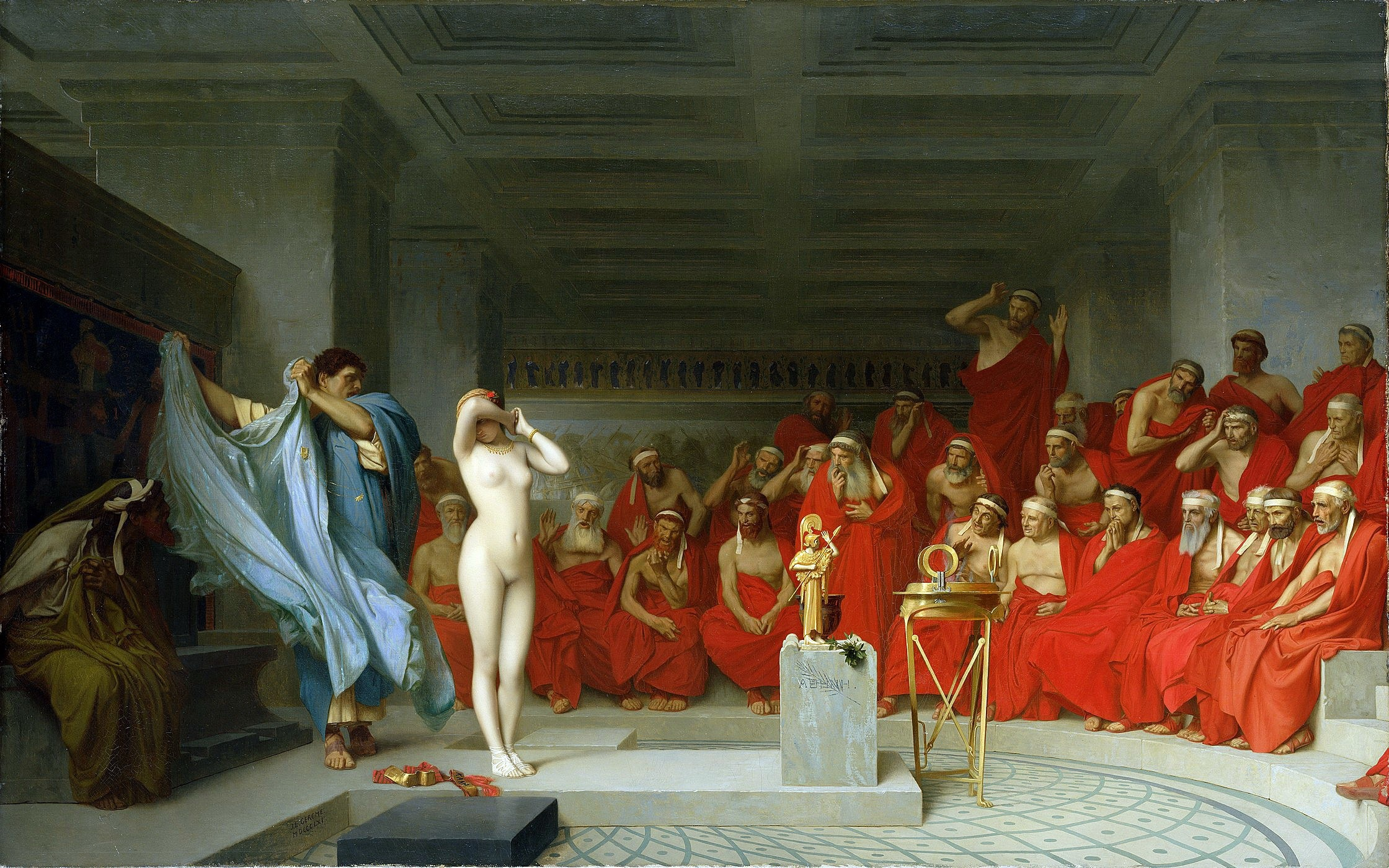
ジャン＝レオン・ジェローム画
『アレオパゴス会議の前でのフリュネ（Phryné devant l'Areopage）』（1861年）

ヌード（芸術）は、裸体を題材として「ヌード写真」「ヌードシーン」などのように、絵画・彫刻・写真・映画といった創作物で使用される。ヌード写真は、医学のテキストや科学的記事など、真面目な媒体で使用されることもある。

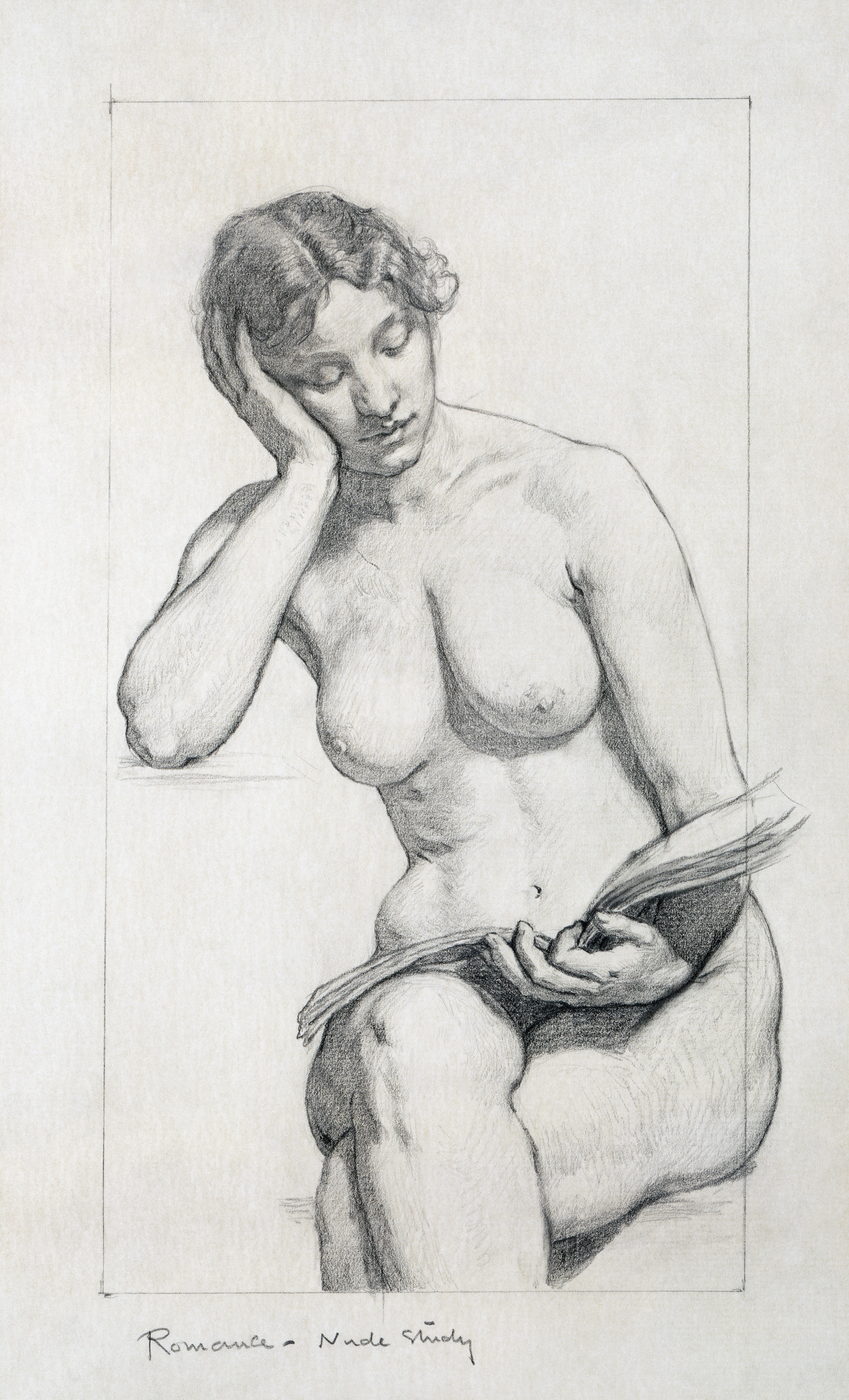
絵画による裸婦の表現例

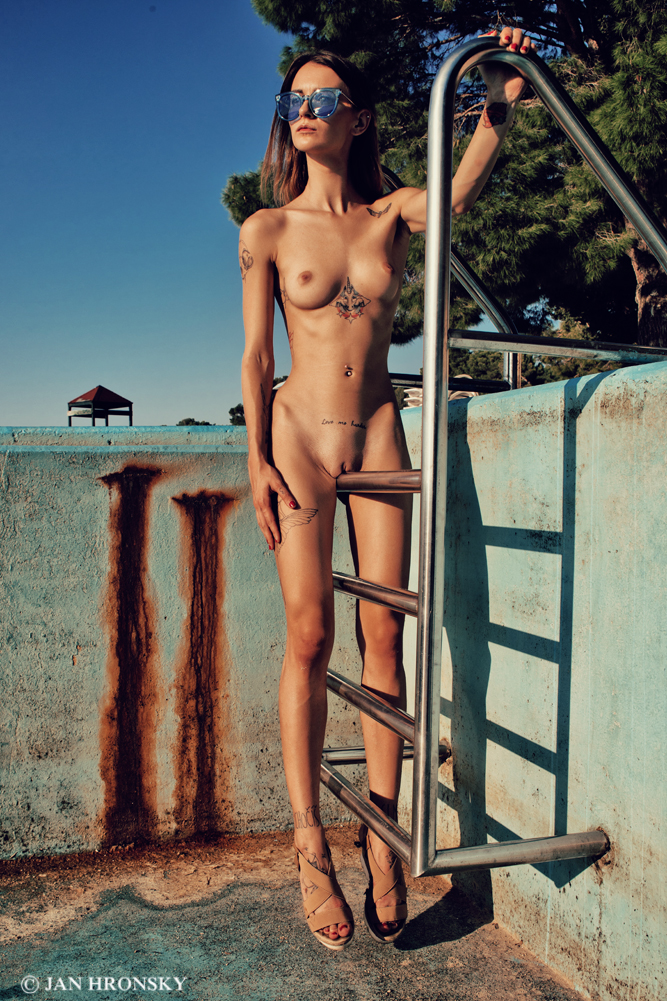
写真集としてのヌード

分類は複数あり、 芸術分野では、ヌード（観賞用の裸体）、ネイキッド（むき出しの裸体）、フレッシュ（肉の塊としての裸体）などの分類がある。芸術で扱われるヌードには性器の描写も体の一部として行われるが、女性の場合、陰裂や小陰唇を省略した股間、男性の場合、陰茎が描かれても、亀頭が露出した露茎の描写は避けられることが多い。

## 歴史

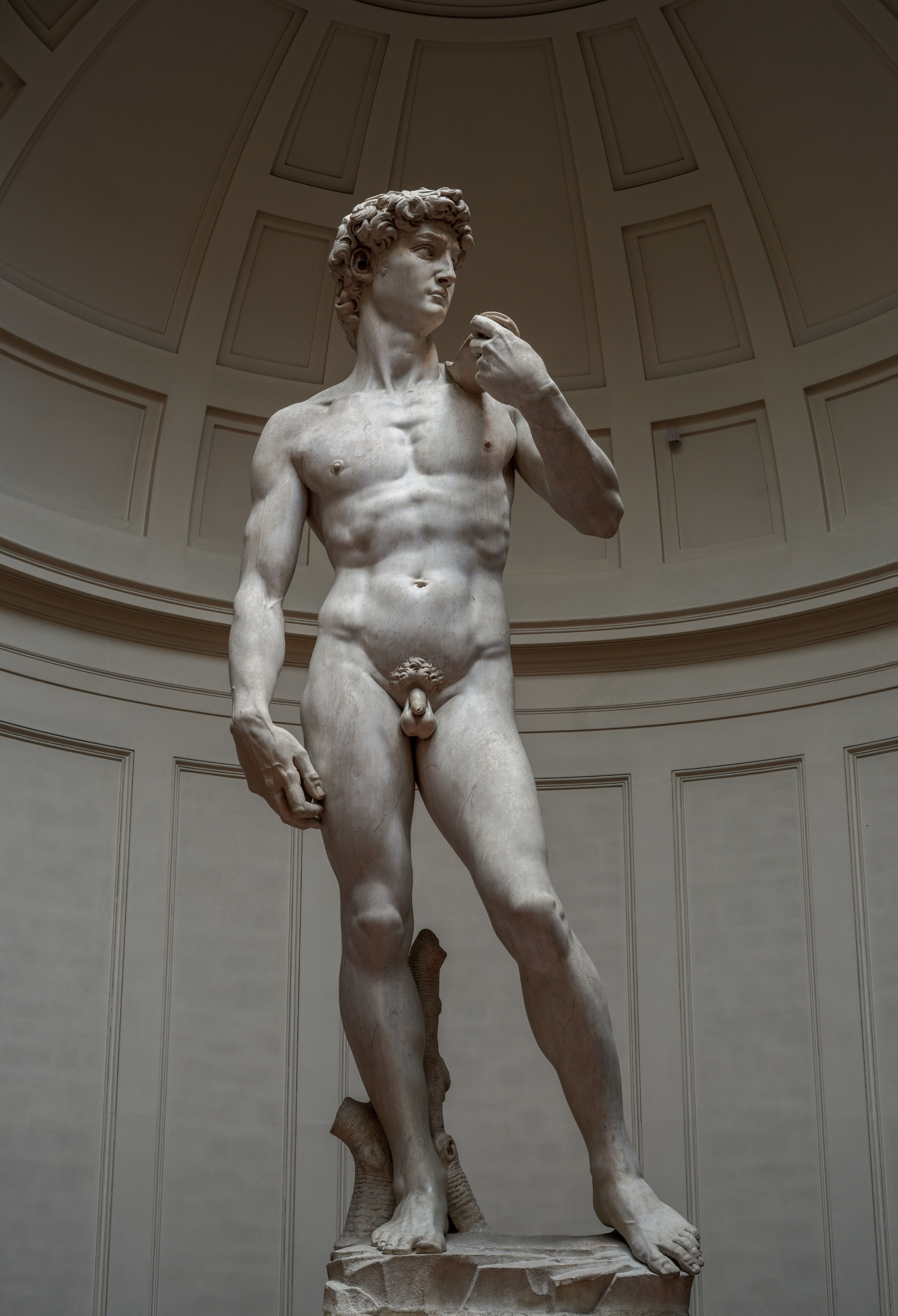
ダビデ像

古代から裸婦は豊かさと芳醇の象徴と見られる傾向にあった。中世から19世紀のある時期まで、絵画におけるヌードは、神話に題材を取った女神の裸体などの宗教的な絵画表現の場合に限定して認められていた。
バビロンとエジプトでのヌード
- バーニーの浮彫、バビロン第1王朝
- 裸のダンサーと笛奏者

その後ヌードはモダニズムの考えによって変化していった。 古代ギリシアの実在の女性とされる「フリュネ」は後の画家や彫刻家の創造力を刺激し、多くの作品をもたらした。またフリュネは1953年の映画『Frine cortigiana d'Oriente』にも登場している。理想化された裸体は、エゴン・シーレの作品のように、個人的な観点で描かれた女性に置き換えられた。パブロ・ピカソ、ムンク、マティス、モディリアニ、ルソーらの画家、ガストン・ラシェーズ、アリスティド・マイヨールらの彫刻家は新しい裸婦像を創造した。
西洋の彫刻
- クロイソス・クーロス
- ヘルメス
- The Marathon Boy (4世紀) 、ブロンズ
- リュシッポスによるヘルメス
- クニドスのアプロディーテー

アジアで
- 性的な彫刻、インド (1050年)
- 踊るクリシュナ (14世紀)
- 鏡を見る女性 (1775) 作者不詳、インド
- 預言者より、ハリール・ジブラーン (1923年)

理想化された裸体は、エゴン・シーレの作品のように、個人的な観点で描かれた女性に置き換えられた。パブロ・ピカソ、ムンク、マティス、モディリアニ、ルソーらの画家、ガストン・ラシェーズ、アリスティド・マイヨールらの彫刻家は新しい裸婦像を創造した。
シルヴィア・スレイは、1970年代に女性だけでなく、男性もヌード・モデルとして起用した。76年の「田園の合奏」では、裸体女性と裸体男性の両方が描かれている。ルシアン・フロイドは、「スクール・オブ・ロンドン」として知られるようになったフランシス・ベーコンを含む少数の画家の一人であった。1970年代に比喩的な美術の仕事をしたが、それは非現実的かつ抽象的だった。しかし、彼の画家人生の後半には、作品において肥満モデルを扱い、ポストモダン時代の象徴となり、理想化の痕跡のない人体を描いた。

### 日本のヌードの歴史
明治時代から昭和の戦前までは、日本で公共の場に設置されるヌード彫刻や銅像はタブーとされてきたが、戦後の1951年、東京の三宅坂に初めて女性の裸婦像（平和の群像）が設置された。以降、第二次世界大戦以前に金属供出で減少した銅像を埋める存在として、女性の裸体像が増加していった。このため男性の裸体像よりも女性の裸体像が多い状況が生み出された。しかし21世紀の日本では、裸婦像を公共の場から撤去する動きも見られている。